# Actinidia umbelloides
Actinidia umbelloides är en tvåhjärtbladig växtart som beskrevs av Chou Fen g Liang. Actinidia umbelloides ingår i släktet aktinidiasläktet, och familjen Actinidiaceae. Utöver nominatformen finns också underarten 